# Тіло Штральковські
Тіло Штральковські  (нім. Thilo Stralkowski, 2 травня 1987) — німецький хокеїст на траві, олімпійський чемпіон.

## Виступи на Олімпіадах
| Олімпіада   | Дисципліна     | Місце |
| ----------- | -------------- | ----- |
| Лондон 2012 | хокей на траві | 1     |